# Херцлија
Херцлија (хебр. הרצליה, арап. ‏هيرتزيليا‎) је град у Израелу у округу Тел Авив. Према процени из 2022. у граду је живело 106.741 становника.

## Становништво
Према процени, у граду је 2022. живело 106.741 становника.
| 1983.  | 1995.  |
| ------ | ------ |
| 63.155 | 82.759 |

## Партнерски градови
- Лајпциг
- Фуншал
- Аликанте
- Банска Бистрица
- Беверли Хилс
- Бурса
- Коламбус
- Дњепар
- Сан Бернардино
- Холивуд
- Марл
- Сан Исидро
- Тулон
- Јангџоу